# Automat (album)
Automat è un album strumentale di musica elettronica del duo italiano Romano Musumarra e Claudio Gizzi pubblicato nel 1978 dalla EMI Italiana .
Tutti i suoni udibili in questo album sono stati prodotti da un MCS70 (Memory Controlled Synthesizer), uno tra i primi sintetizzatori monofonici programmabili, progettato e realizzato da Mario Maggi.
La composizione musicale è divisa in due: nel lato A è presente un unico brano Automat, suddiviso in tre movimenti suonati da Gizzi, nel lato B tre brani realizzati da Musumarra.

## Tracce
Lato A
1. Automat – 16:44

Lato B
1. Droid – 5:30
2. Ultraviolet – 6:44
3. Mecadence – 4:00

## Formazione
- Romano Musumarra – sintetizzatore
- Claudio Gizzi – sintetizzatore
- Luciano Torani – tecnico del suono